# Chrobotek trocinowaty

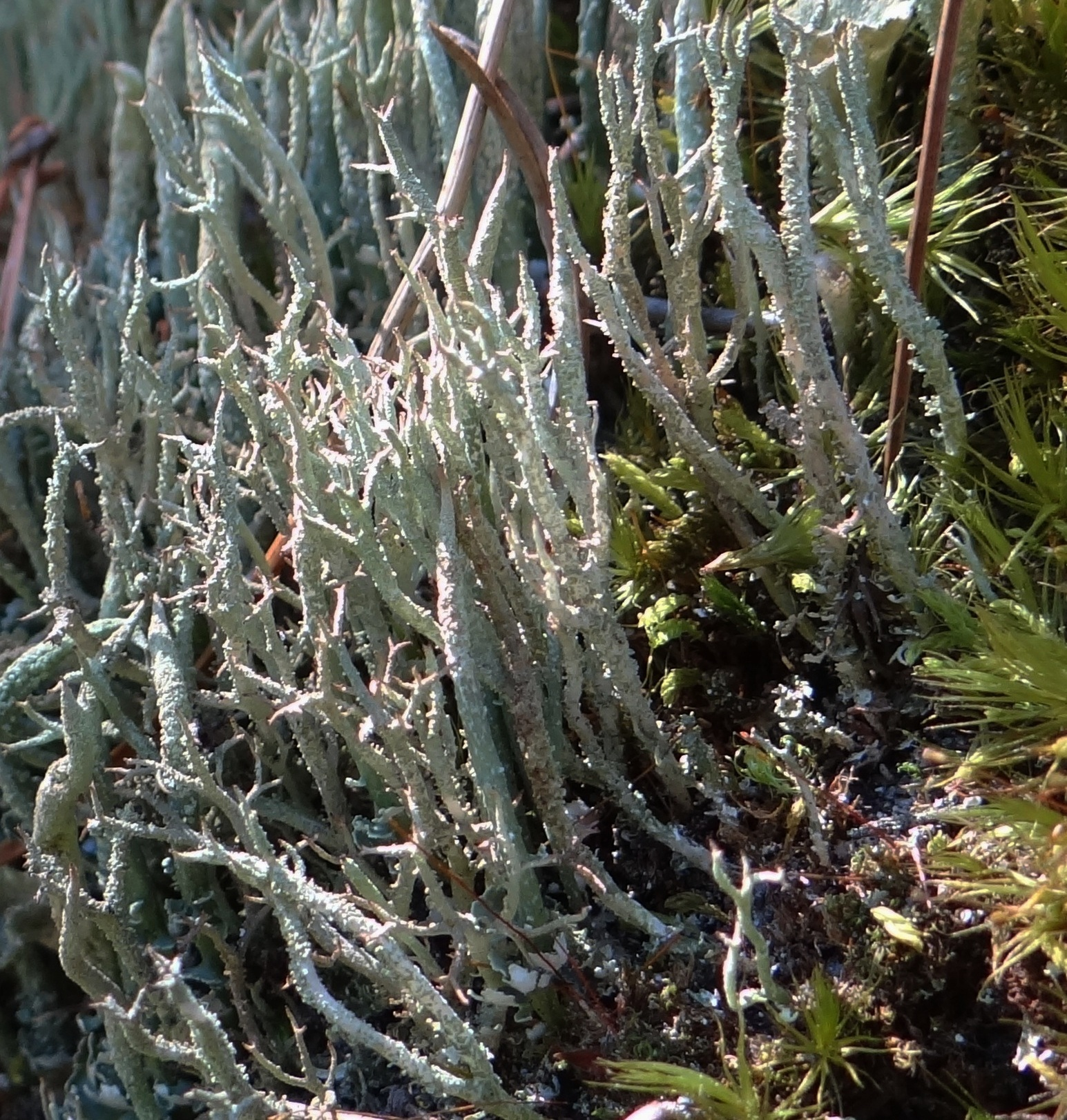

Chrobotek trocinowaty (Cladonia scabriuscula (Delise) Leight.) – gatunek grzybów należący do rodziny chrobotkowatych (Cladoniaceae). Ze względu na współżycie z glonami zaliczany jest do porostów.

## Systematyka i nazewnictwo
Pozycja w klasyfikacji według Index Fungorum: Cladonia, Cladoniaceae, Lecanorales, Lecanoromycetidae, Lecanoromycetes, Pezizomycotina, Ascomycota, Fungi.
Po raz pierwszy takson ten zdiagnozował Dominique François Delise nadając mu nazwę Cenomyce scabriuscula. Obecną, uznaną przez Index Fungorum nazwę nadał mu w roku 1875 William Allport Leighton, przenosząc go do rodzaju Cladonia.
Synonimy:

- Cenomyce decurva Taylor ex C. Bab. & Mitt. 1859
- Cenomyce scabriuscula Delise
- Cladonia farinacea (Vain.) A. Evans 1950
- Cladonia flabelliformis var. scabriuscula (Delise) Vain. 1887
- Cladonia furcata var. adspersa Flörke 1821
- Cladonia furcata var. asperata Müll. Arg. 1882
- Cladonia furcata var. gracillima Müll. Arg. 1882
- Cladonia furcata var. hians Müll. Arg. 1882
- Cladonia furcata var. recurva A.L. Sm. 1796
- Cladonia furcata var. scabriuscula (Delise) Coem. 1887
- Cladonia furcata var. subsquamosa Müll. Arg. 1882
- Cladonia furcata var. virgulata Müll. Arg. 1883
- Cladonia gallica var. scabriuscula (Delise) M. Choisy 1951
- Cladonia pungens (Ach.) Flörke 1896
- Cladonia rangiformis var. gracillima (Mont.) Ahti 1978
- Cladonia scabriuscula var. asperata (Müll. Arg.) Abbayes ex Frey 1967

Nazwa polska według Krytycznej listy porostów i grzybów naporostowych Polski.

## Charakterystyka
Na podłożu tworzy plechę pierwotną złożoną z drobnych i wcześnie zanikających łuseczek. Są one nieregularnie klapowane, mają długość 7-10 mm długości i szerokość 5-7 mm. Plecha wtórna to podecja o wysokości (9–)14–32 (–60) mm i grubości 1–2 mm. Mają barwę od sino-szarej do brązowej, są dichotomicznie rozgałęzione i zakończone szydlasto (bez kieliszków). Kąty odgałęzień są przeważnie rozwarte lub proste, rzadziej ostre. Na podecjach obficie występują odstające łuseczki o długości 2–5 mm. Na szczytach podecjów czasami (rzadko) występują apotecja pokryte granulkowatymi urwistkami. Apotecja mają szerokość 0,5–2,0 mm. Powstają w nich brązowe askospory o kształcie podłużnie elipsoidalnym i rozmiarach 11–17 × 4–6 μm. Na podecjach licznie występują pyknidy o kształcie urny zwężonej u podstawy. W środku zawierają bezbarwną galaretkę. Powstają w nich pykniospory o rozmiarach 5–8 × 1–1,5 μm.
Reakcje barwne: K +, żółty do brązowego, C, KC–, P+ czerwony, UV–. Kwasy porostowe: kwas fumarioprotocetrariowy.

## Występowanie i siedlisko
Występuje na wszystkich kontynentach świata z wyjątkiem Antarktydy, występuje także na wielu wyspach. W polskim piśmiennictwie naukowym podane są jego stanowiska w 9 z 18 krain przyrodniczych, na jakie podzielono Polskę.
Należy do gatunków związanych z nadbrzeżem morza, jest gatunkiem charakterystycznym nadmorskich wydm szarych (Helichryso-Jasionetum litoralis).

## Galeria zdjęć

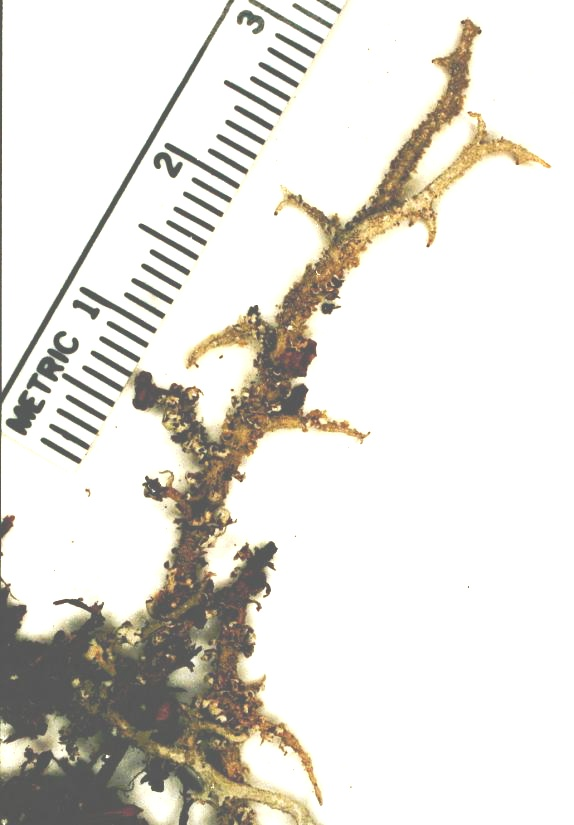
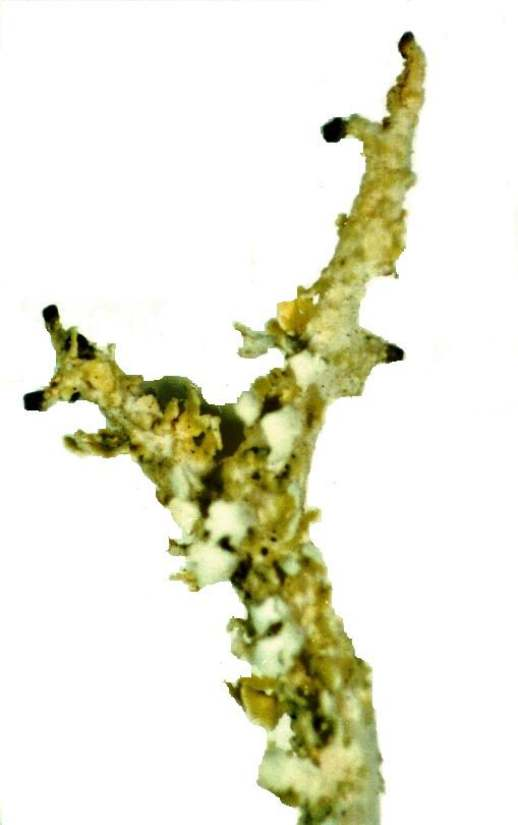
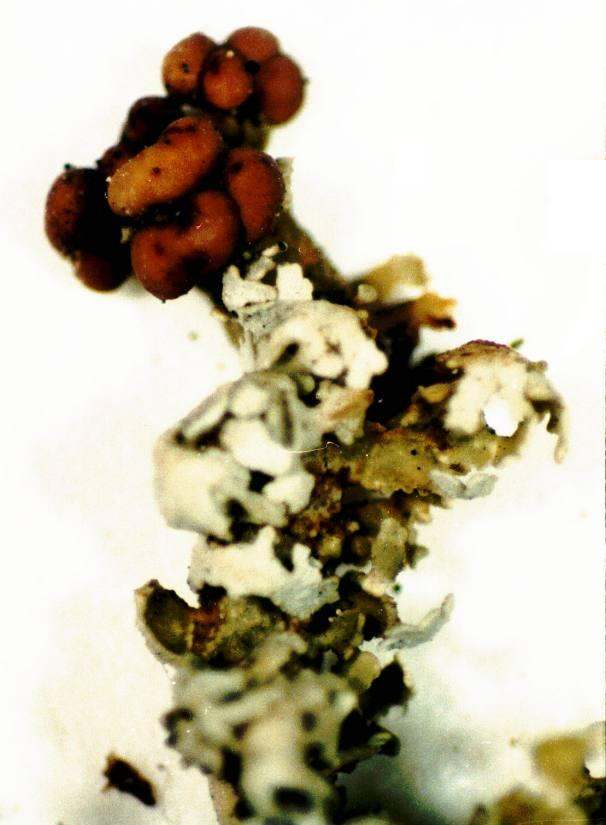
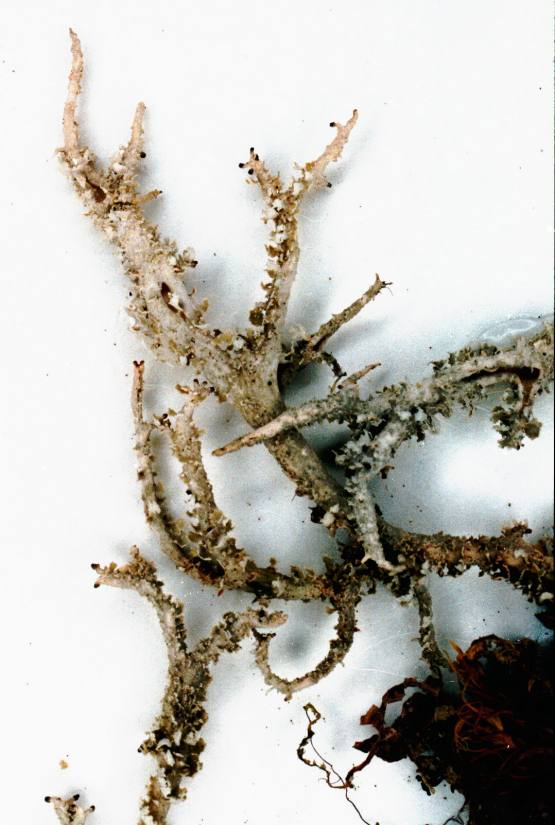

## Gatunki podobne
Przez wielu naukowców chrobotek trocinowaty klasyfikowany był jako jedna z odmian chrobotka widlastego (Cladonia furcata). Jest bowiem bardzo do niego podobny. Zasadniczą cechą odróżniającą go od chrobotka widlastego są liczne urwistki na podecjach, ale istnieje wiele form pośrednich między tymi gatunkami i w niektórych populacjach gatunki te są niemal niemożliwe do rozróżnienia.